# 教牧法规
教牧法规（拉丁語：Liber Regulae Pastoralis）是天主教教宗額我略一世在公元590年前后成为教宗时撰写的有关教士责任的论文，是相关内容中最有影响力的作品，该作品本为时任拉维纳主教所写。该作品后来被翻译为多种语言文字，流行于中世纪欧洲基督教世界。